# پاتریک کریادو
پاتریک کریادو (انگلیسی: Patrick Criado؛ زادهٔ ۲۳ سپتامبر ۱۹۹۵) بازیگر اهل اسپانیا است.
از فیلم‌ها یا برنامه‌های تلویزیونی که وی در آن نقش داشته‌است، می‌توان به آفتابگردان‌های کور، ایلدگارت، خانواده بزرگ اسپانیایی، ۱۸۹۸، آخرین مردان ما در فیلیپین، خانه کاغذی و زیر صفر اشاره کرد.